# Langer Berg bei Sterbfritz
Langer Berg bei Sterbfritz este o arie protejată (arie specială de conservare — SAC, sit de importanță comunitară — SCI) din Germania întinsă pe o suprafață de 28,6 ha, integral pe uscat.

## Localizare
Centrul sitului Langer Berg bei Sterbfritz este situat la coordonatele 50°19′35″N 9°37′35″E / 50.3264°N 9.6264°E.

## Înființare
Situl Langer Berg bei Sterbfritz a fost declarat sit de importanță comunitară în iulie 2001 pentru a proteja 1 specie de plante și 2 specii de animale. Situl a fost protejat și ca arie specială de conservare în martie 2008.

## Biodiversitate
Situată în ecoregiunea continentală, aria protejată conține 2 habitate naturale: Pajiști uscate seminaturale și facies de acoperire cu tufișuri pe substraturi calcaroase (Festuco-Brometalia) (* situri importante pentru orhidee), Păduri de fag din Europa Centrală dezvoltate pe sol calcaros cu Cephalanthero-Fagion.
La baza desemnării sitului se află mai multe specii protejate:
- plante (1): papucul doamnei (Cypripedium calceolus)
- păsări (1): ciocănitoare neagră (Dryocopus martius)
- mamifere (1): liliac comun (Myotis myotis)

Pe lângă speciile protejate, pe teritoriul sitului au mai fost identificate 9 specii de plante, 2 specii de nevertebrate.